# I Cavalieri di Castelcorvo
I Cavalieri di Castelcorvo é uma série de televisão italiana de comédia dramática de mistério e fantasia para crianças e adolescentes, produzida por Stand by Me para a Walt Disney Company. A série estreou na Itália em 6 de novembro de 2020 no Disney+.

## Enredo
No interior da Itália, longe dos caminhos bem trilhados, encontra-se a pequena aldeia de Castelcorvo. Um imponente e antigo castelo ergue-se sobre esta pequena cidade onde a vida flui lentamente e todos se conhecem. Um lugar ainda em miniatura, não é? De jeito nenhum. Entre as ruas de paralelepípedos e casinhas coloridas, bruxas e outros seres mágicos assustadores se escondem. E, acima de tudo, o velho solar está realmente desabitado ou esconde mistérios e segredos que só um grupo de pessoas corajosas pode revelar? Castelcorvo não é tão pacífica e para mantê-la segura, bravos cavaleiros são chamados para defendê-la. Quatro crianças - Giulia, Riccardo, Betta e Matteo - terão que resolver quebra-cabeças e enfrentar seus maiores medos para crescer, viver uma grande aventura e se tornar os paladinos lutando contra o mal que espreita em Castelcorvo.

## Elenco
- Fabio Bizarro como Riccardo
- Mario Luciani como Matteo
- Margherita Rebbeggiani como Betta
- Lucrezia Santi como Giulia
- Giada Prandi como Tia Margherita
- Angela Tuccia como Stria
- Gabriele Rizzoli como Zeno
- Gabriele Scopel como Andrea
- Susanna Marcomeni como Atena
- Eleonora Siro como Mãe de Giulia e Riccardo
- Maximiliano Gigliucci como Pai de Giulia e Riccardo
- Alessandro Cannava como Aldo
- Andrea Paretti como Bully #1
- Mattia Spera como Bully #2

## Episódios
| N.º na série | N.º na temp. | Título                   | Lançamento             |
| ------------ | ------------ | ------------------------ | ---------------------- |
| 1            | 1            | "La profezia"            | 6 de novembro de 2020  |
| 2            | 2            | "L'Ora delle Streghe"    | 6 de novembro de 2020  |
| 3            | 3            | "Il gioco misterioso"    | 6 de novembro de 2020  |
| 4            | 4            | "La Chiave del Mattino"  | 13 de novembro de 2020 |
| 5            | 5            | "Il bel tenebroso"       | 13 de novembro de 2020 |
| 6            | 6            | "Ricominciamo da capo"   | 13 de novembro de 2020 |
| 7            | 7            | "Doppio enigma"          | 20 de novembro de 2020 |
| 8            | 8            | "La Chiave della Sera"   | 20 de novembro de 2020 |
| 9            | 9            | "Nel mondo della Stria"  | 20 de novembro de 2020 |
| 10           | 10           | "Fuga dall'Altrove"      | 27 de novembro de 2020 |
| 11           | 11           | "Dimenticati!"           | 27 de novembro de 2020 |
| 12           | 12           | "Occhi di ghiaccio"      | 27 de novembro de 2020 |
| 13           | 13           | "Senza via d'uscita"     | 4 de dezembro de 2020  |
| 14           | 14           | "La grotta della paura"  | 4 de dezembro de 2020  |
| 15           | 15           | "Il cuore dei cavalieri" | 4 de dezembro de 2020  |